# 金策站
金策站（韓語：김책역）是朝鮮民主主義人民共和國咸镜北道金策市驿前洞的一個鐵路車站，属于平罗线。

## 邻近车站
平罗线
双龙站 - 金策站 - 长坪站